# Robert Batailly
Cet article possède un paronyme, voir Bataille.
Robert Batailly, né le 2 mars 1934 à Bourg-de-Thizy (Rhône) et mort le 27 novembre 2017 à Sainte-Foy-lès-Lyon, est un homme politique français.

## Biographie

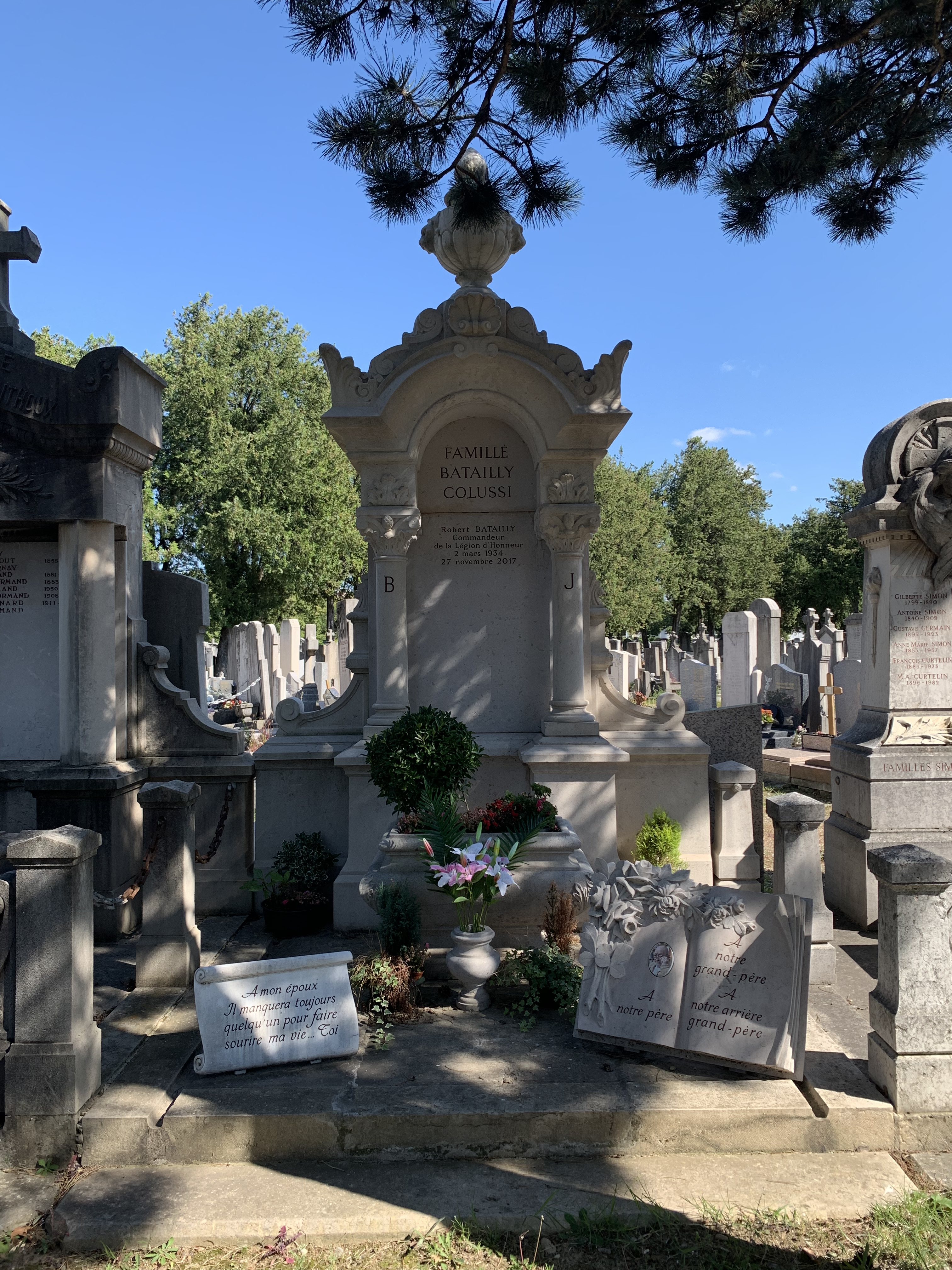
Tombe au cimetière nouveau de la Guillotière à Lyon.

Membre du Parti radical, Robert Batailly est conseiller général du canton de Lyon-12 de 1982 à 1998, maire du 8e arrondissement de Lyon de 1983 à 1989 et député européen de janvier à juillet 1989.